# Stéphane Custot
 (avril 2018).
Stéphane Custot, né à Paris en avril 1963, est un galeriste et un marchand d’art français spécialisé dans l'art contemporain. Il partage son temps entre Paris et Londres, et plus récemment Dubaï. Il gère la galerie Waddington-Custot à Londres et depuis 2016 la Custot Galerie Dubaï.

## Biographie
Il suit des études à l'université Panthéon-Assas entre 1983 et 1985. En 1987, il intègre le Sotheby's Institut of Art de Londres pour étudier l'histoire de l'art pendant un an.
En 1988, il commence sa carrière à la Galerie Hopkins à Paris, située Avenue Matignon. En parallèle à cette activité, Stéphane Custot s'associe à Patrick Perrin pour créer une nouvelle foire : le Salon du Dessin. L'objectif étant de réunir les galeristes et les marchands d'art spécialisés dans les objets des XVIII, XIX et XXe siècles,.
En 1996, Stéphane Custot et Patrick Perrin fondent la société SOC (Société d'Organisation Culturelle) pour soutenir des projets culturels et artistiques.
En 1998, Emmanuel Moatti rejoint le duo. Ensemble, ils ouvrent le Salon des Beaux-Arts de Paris. Cette foire deviendra ensuite le Pavillon des Antiquaires et des Beaux-Arts, installé dans un premier temps dans l'espace Eiffel-Branly puis aux Jardins des Tuileries.
En 2001, après 13 ans, Stéphane Custot devient associé co-directeur à la Galerie Hopkins. La galerie présente le travail des plus grands artistes d'art moderne comme Pablo Picasso, Henri Matisse, Max Ernst ou René Magritte mais aussi d'art contemporain comme Sam Szafran, Jedd Novatt ou Marc Quinn.
En 2007, Le Pavillon des Antiquaires et des Beaux-Arts devient le PAD Paris (Pavillon des Arts et du Design) est exporté à Londres. Installée à Hanover Square, la foire présente des pièces de design des années 1860 jusqu'à nos jours. La foire se déroule au même moment que Frieze,,.
En 2011, la foire s'exporte pour la première fois à New-York du 10 au 14 novembre. 49 galeries internationales s'installent alors à Park Avenue Armony. Une seconde édition verra le jour en 2012. Cependant, la foire ne trouve qu'un succès mineur,,.

## L’Histoire des galeries

### Waddington Custot Galleries
À la suite du départ de Lord Bernstein, Stéphane Custot rachète les parts de la galerie et devient associé de la Waddington Galerie qui prend le nom de Waddington Custot Galleries.
Lorsque Leslie Waddington décède le 30 novembre 2015, Stéphane Custot devient le seul directeur de Waddington Custot Galleries.
Chaque année, la galerie participe à de nombreuses foires d’art contemporain comme Frieze Master en Angleterre, la FIAC en France ou encore Art Basel.

### Custot Gallery Dubai
Au printemps 2016, Stéphane Custot ouvre un nouvel espace d’exposition dans le quartier d’Alserkal Avenue à Dubaï.
La Custot Galerie Dubaï a participé à quelques foires d’art contemporain au Moyen-Orient comme Art Abu Dhabiet Art Dubaï.

## Distinctions
Stéphane Custot fait partie des experts de la Compagnie Nationale des Experts (CNE) au titre de spécialiste en peintures et dessins en art moderne, et même aussi en art contemporain.
En juillet 2008, il devient chevalier de l'ordre des Arts et des Lettres.
En 2021, promus au grade d'officier de l'ordre des Arts et des Lettres